# Robert K. Killian
Robert K. Killian, född 15 september 1919, död 25 juni 2005, var en amerikansk politiker och viceguvernör i Connecticut.

## Biografi

### Privatliv
Killian föddes i Hartford 1919. Han gick i lokala skolor i Hartford.  
Killian avled i Hartford 2005 och är begravd på Mount Saint Benedict Cemetery i Bloomfield. Han var katolik.

### Karriär
Under andra världskriget tjänstgjorde han som premiärlöjtnant (first lieutenant) i USA:s armé i fyra år och förde befäl över ett infanterikompani. Han fick fyra medaljer för sina insatser och därtill purpurhjärtat för skada i strid. Han deltog i kampanjerna i Stilla havet på Kwajalein, Palau, Mindanao och Okinawa. 
Sedan han återvänt till USA tog Killian en kandidatexamen från Union College. Han tog en examen i juridik från University of Connecticut School of Law i Hartford 1948. Han antogs till advokatsamfundet i Connecticut samma år. Tillsammans med sina kurskamrater Robert Krechevsky och Samuel Gould öppnade han advokatbyrån Gould, Killian and Krechevsky (sedermera Gould, Killian and Wynne) i Hartford.
Killian arbetade som stadsjurist i Hartford från 1951 till 1954. Han blev ordförande för Demokraternas partiorganisation i Hartford 1963. Hans vänskap med Demokraternas partiordförande i delstaten, John "Boss" Bailey, ledde till att han utsågs till justitieminister för Connecticut 1967, guvernör John N. Dempsey valde Killian för att fylla vakansen efter Harold M. Mulvey. Han vann valet till posten tre år senare, en av bara två demokrater som satt kvar efter en republikansk jordskredsseger i delstaten, inklusive guvernörsposten.
Killian valdes till viceguvernör 1974 tillsammans med guvernörskandidaten Ella T. Grasso. Då han var missnöjd med det sätt som guvernören skötte olika frågor, såsom delstatens budgetkris, när det började bli dags för val, ställde Killian upp i primärvalet mot Grasso 1978. Han förlorade primärvalet och ersattes som kandidat till posten som viceguvernör av William A. O'Neill (som kom att efterträda Grasso som guvernör 1980). Killian var sedan ordförande för styrelsen för Hartford Civic Centre i ett decennium.